# Єнбек (Казигуртський район)
Єнбе́к (каз. Еңбек) — село у складі Казигуртського району Туркестанської області Казахстану. Входить до складу Турбатського сільського округу.
У радянські часи село називалось Макпан.
Населення — 683 особи (2021; 659 у 2009, 1277 у 1999, 490 у 1989).